# 御旅山古墳
御旅山古墳（おたびやまこふん、お旅山古墳）は、大阪府羽曳野市壺井にあった古墳。形状は前方後円墳。現在では墳丘は失われている。
1967年（昭和42年）の土砂採取工事で消滅した。大阪府教育委員会による緊急発掘調査において、22面の銅鏡が出土したことで知られる。

## 概要
墳丘の全長44.5メートル、後円部の直径26.5メートル（調査時に後円部が破壊されていたため、いずれも推定）、高さ4.5メートル、前方部の幅16.5メートル、高さ2.5メートルの前方後円墳。4世紀前半の築造と推定されている。
1967年の土砂採取工事で見つかり、大阪府教育委員会が緊急発掘調査を行った。
後円部において粘土槨が確認されたが、調査時には既に破壊されており、詳細は不明である。
後円部の墳頂にあった五輪塔の下から、凝灰岩でできた石櫃が見つかり、そのなかから、鉄刀、鉄剣、鉄斧、鉄鏃を敷きつめた上に、1面ずつ和紙で包まれた銅鏡（22面）と「義隆元文年是ヲ掘出シ宝暦四年戌二月四日埋ム之」と記された2つの石の墨書が納められているのが見つかった。元文年間（1736年-1741年）に掘り出し、宝暦4年（1754年）に埋めたとの記述から、江戸時代中期に副葬品が掘り出され、再び埋め戻されたことが分かる。銅鏡は、すべて国産の仿製鏡であった。
前方部からは、埋葬施設は発見されなかった。上下2段の葺石と、下段の葺石の基底部に接する形で壺形土器列が見つかっている。また、上段の葺石の基底部の外と墳頂部において、壺形土器と円筒埴輪列が見つかっている。
銅鏡、壺形土器などは、大阪府立近つ飛鳥博物館において保管・展示されている。また、近隣の壷井八幡宮に、一部に赤色顔料の弁柄が付着した銅鏃20本が古くより伝世し、この古墳の出土品と推測されている。

## 出土品
- 銅鏡　22面（すべて仿製鏡）
  - 平縁流雲文縁変形獣帯鏡　1面（直径18.7センチメートル）
  - 三角縁獣文帯三神三獣鏡　3種・3面（直径21.8-22センチメートル）
  - 三角縁唐草文帯三神三獣鏡　1面（直径24センチメートル）
  - 内行花文鏡　14面（直径6.1-9.3センチメートル）
  - 珠文鏡　1面（直径6.7センチメートル）
  - 重圏文鏡　1面（直径6.8センチメートル）
  - 変形獣文鏡　1面（直径9.3センチメートル）
- 鉄器類（鉄刀、鉄剣、鉄斧、鉄鏃）